# Drosophila neosignata
Drosophila neosignata este o specie de muște din genul Drosophila, familia Drosophilidae, descrisă de Kumar și Gupta în anul 1988. Conform Catalogue of Life specia Drosophila neosignata nu are subspecii cunoscute.